# Černovice (Domažlicei járás)
Černovice település Csehországban, a Domažlicei járásban. Černovice Honezovice, Velký Malahov, Semněvice és Bukovec településekkel határos. Lakosainak száma 140 fő (2024. január 1.).

## Népesség
A település lakosságának változását az alábbi diagram mutatja:
| Lakosok száma | 257  | 227  | 295  | 121  | 234  | 205  | 158  | 153  | 151  | 140  |
|               | 1869 | 1890 | 1921 | 1950 | 1980 | 2001 | 2017 | 2019 | 2022 | 2024 |